# Ferrari 150° Italia
De Ferrari 150° Italia is een Formule 1-auto, die in 2011 wordt gebruikt door het Formule 1-team van Ferrari. 

## Onthulling
De 150° Italia, Ferrari's 57e Formule 1-auto, werd op 28 januari 2011 onthuld in Maranello. Enkele dagen later beleefde de auto zijn shakedown op het circuit van Fiorano.

## Naamswijziging
Oorspronkelijk kende Ferrari de naam F150 toe aan hun Formule 1-auto, maar na protest van Ford werd de naam veranderd in F150th Italia. Ford gebruikt de naam F-150 namelijk al geruime tijd voor hun pick-up truck's. Op 5 februari werd bekendgemaakt dat de F1-bolide weer een naamswijziging zou ondergaan, de wagen zou vanaf nu 150° Italia heten.

## Technisch
| Details         | Details                                                  | Details |
| --------------- | -------------------------------------------------------- | ------- |
| Ontwerper       | Aldo Costa                                               |         |
| Motor           | Ferrari 2400 cc V8 (90°)                                 |         |
| Chassis         | Koolstofvezel en honingraatcomposieten                   |         |
| Versnellingsbak | 7-traps semi-automaat                                    |         |
| Gewicht         | 640 kg                                                   |         |
| Brandstof       | Shell V-Power ULG 66L/2 Fuel Shell Helix Ultra Lubricant |         |
| Banden          | Pirelli                                                  |         |

## Resultaten
| Kleur  | Resultaat                              |
| ------ | -------------------------------------- |
| Goud   | Winnaar                                |
| Zilver | Tweede plaats                          |
| Brons  | Derde plaats                           |
| Groen  | Gefinisht (punten behaald)             |
| Blauw  | Gefinisht (geen punten behaald)        |
| Blauw  | Niet geklasseerd (NC)                  |
| Paars  | Uitgevallen (DNF)                      |
| Rood   | Niet gekwalificeerd (DNQ)              |
| Zwart  | Gediskwalificeerd (DSQ)                |
| Wit    | Niet gestart (DNS)                     |
| Blanco | Gewond (INJ)                           |
| Blanco | Uitgesloten (EX)                       |
| Blanco | Teruggetrokken (WD) / Niet deelgenomen |
| P      | Poleposition                           |
| S      | Snelste ronde                          |

| Jaar | Chassis             | Motor      | Banden | Coureurs        | 1   | 2   | 3   | 4   | 5   | 6   | 7   | 8   | 9   | 10  | 11  | 12  | 13  | 14  | 15  | 16  | 17  | 18  | 19  | Punten | WK-plaats |
| ---- | ------------------- | ---------- | ------ | --------------- | --- | --- | --- | --- | --- | --- | --- | --- | --- | --- | --- | --- | --- | --- | --- | --- | --- | --- | --- | ------ | --------- |
| 2011 | Ferrari 150° Italia | Ferrari V8 | P      |                 | AUS | MAL | CHN | TUR | SPA | MON | CAN | EUR | GBR | DUI | HON | BEL | ITA | SIN | JPN | KOR | IND | ABU | BRA | 375    | Brons     |
| 2011 | Ferrari 150° Italia | Ferrari V8 | P      | Fernando Alonso | 4   | 6   | 7   | 3   | 5   | 2   | DNF | 2   | 1   | 2   | 3   | 4   | 3   | 4   | 2   | 5   | 3   | 2   | 4   | 375    | Brons     |
| 2011 | Ferrari 150° Italia | Ferrari V8 | P      | Felipe Massa    | 7   | 5   | 6   | 11  | DNF | DNF | 6   | 5   | 5   | 5   | 6   | 8   | 6   | 9   | 7   | 6   | DNF | 5   | 5   | 375    | Brons     |
| Jaar | Chassis             | Motor      | Banden | Coureurs        | 1   | 2   | 3   | 4   | 5   | 6   | 7   | 8   | 9   | 10  | 11  | 12  | 13  | 14  | 15  | 16  | 17  | 18  | 19  | Punten | WK-plaats |

### Eindstand coureurskampioenschap
- Fernando Alonso: 4e (257pnt)
- Felipe Massa: 6e (118pnt)

Red Bull RB7 ·
McLaren MP4-26 ·
Ferrari 150° Italia ·
Mercedes MGP W02 ·
Renault R31 ·
Williams FW33 ·
Force India VJM04 ·
Sauber C30 ·
Toro Rosso STR6 ·
Lotus T128 ·
HRT F111 ·
Virgin MVR-02